# Baltic Cup 1933
Der Baltic Cup 1933 war die 6. Austragung des Turniers der Baltischen Länder. Das Turnier für Fußballnationalteams fand zwischen dem 2. und 4. September 1933 in Litauen statt. Ausgetragen wurden die Spiele im Kariuomenės Stadionas in Kaunas. Die Lettische Fußballnationalmannschaft gewann ihren dritten Titel, mit 2 Toren wurde Ēriks Pētersons Torschützenkönig. Der finnische Schiedsrichter Yrjö Tuhkunen leitete die drei Länderspiele. 

## Gesamtübersicht

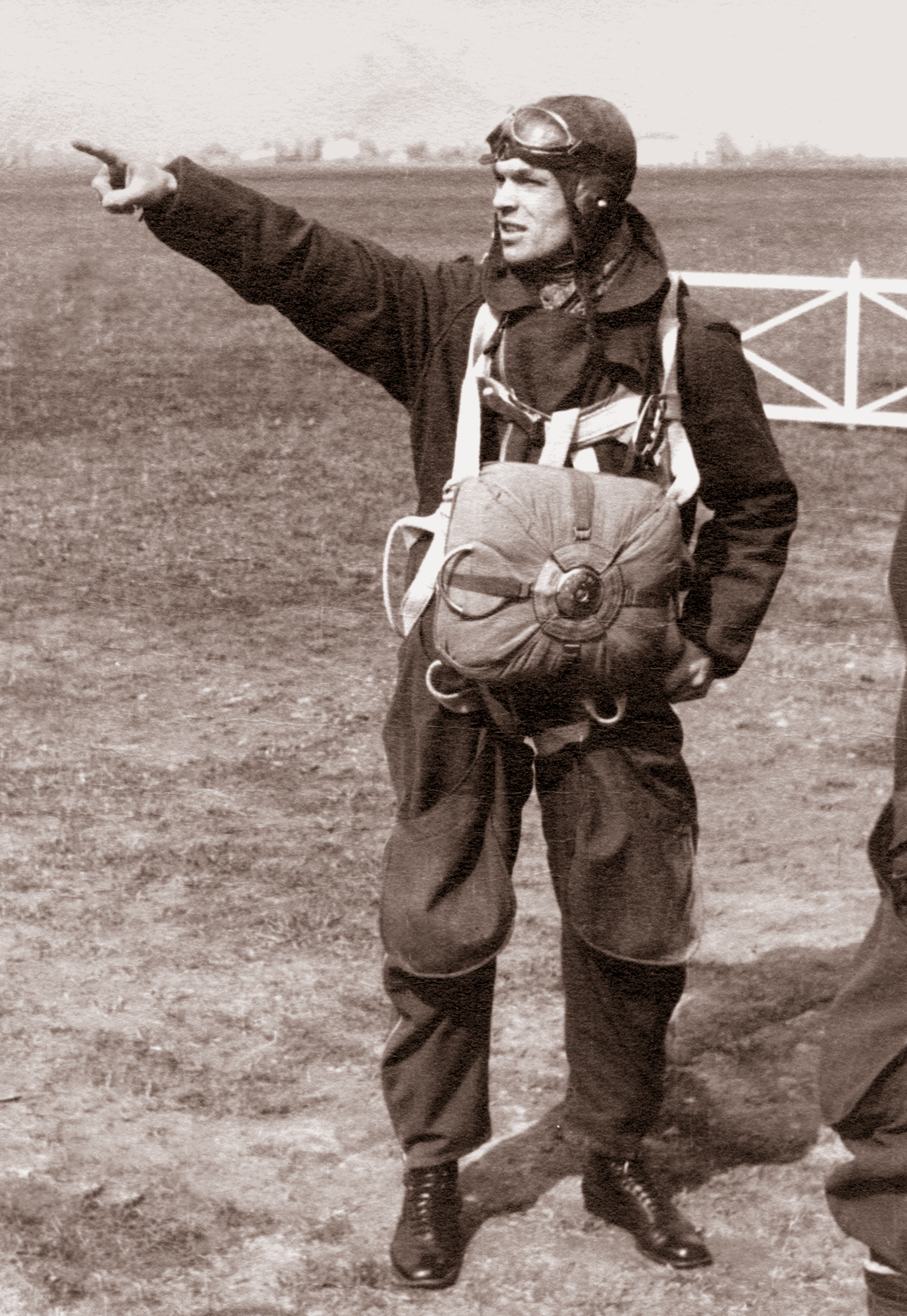
Der als Jagdflieger im Zweiten Weltkrieg gefallene Romualdas Marcinkus spielte für Litauen als Kapitän.

Tabelle nach Zwei-Punkte-Regel.
| Pl. | Land     | Sp. | S | U | N | Tore    | Diff. | Punkte |
| --- | -------- | --- | - | - | - | ------- | ----- | ------ |
| 1.  | Lettland | 2   | 1 | 1 | 0 | 003:200 | +1    | 03     |
| 2.  | Litauen  | 2   | 0 | 2 | 0 | 003:300 | ±0    | 02     |
| 3.  | Estland  | 2   | 0 | 1 | 1 | 001:200 | −1    | 01     |

|                             |   |          |     |
| 2. September 1933 in Kaunas |   |          |     |
| Litauen                     | – | Estland  | 1:1 |
| 3. September 1933 in Kaunas |   |          |     |
| Estland                     | – | Lettland | 0:1 |
| 4. September 1933 in Kaunas |   |          |     |
| Litauen                     | – | Lettland | 2:2 |

## Litauen gegen Estland
| Litauen                                             | Litauen | Estland | Estland |
| --------------------------------------------------- | --- | --- | ------- |
| Litauen                                             | \| 2. September 1933 in Kaunas (Kariuomenės Stadionas) \| \| Ergebnis: 1:1 (0:1) \| \| Zuschauer: 3.000 \| \| Schiedsrichter: Yrjö Tuhkunen ( Finnland) \| \| Spielbericht \| | \| 2. September 1933 in Kaunas (Kariuomenės Stadionas) \| \| Ergebnis: 1:1 (0:1) \| \| Zuschauer: 3.000 \| \| Schiedsrichter: Yrjö Tuhkunen ( Finnland) \| \| Spielbericht \|                                            | Estland |
| Litauen                                             | Fridrichas Tašius, Antanas Tallat-Kelpša, Romualdas Žebrauskas, Vytautas Guzauskas, Romualdas Marcinkus , Fridrichas Tepferis, Jonas Brazauskas, Antanas Paulauskas (46. Aleksandras Denisenka), Juozas Dirgėla, Jaroslavas Citavičius, Stasys Dūda (46. Zigmas Sabaliauskas) Cheftrainer: Maximilian Gold ( Österreich) | Evald Tipner , Eugen Einman, Artur Tarimäe, Elmar Saar, Julius Kaljo, Karl-Richard Idlane, Georg Siimenson, Viktor Ader (46. Heinrich Uukkivi), Richard Kuremaa, Arnold Laasner (46. Eduard Ellman-Eelma), Leonhard Kass | Estland |
| Litauen                                             | 1:1 Jaroslavas Citavičius (55.) | 0:1 Richard Kuremaa (15.) | Estland |
| 2. September 1933 in Kaunas (Kariuomenės Stadionas) | | |         |
| Ergebnis: 1:1 (0:1)                                 | | |         |
| Zuschauer: 3.000                                    | | |         |
| Schiedsrichter: Yrjö Tuhkunen ( Finnland)           | | |         |
| Spielbericht                                        | | |         |

## Estland gegen Lettland
| Estland                                             | Estland | Lettland | Lettland |
| --------------------------------------------------- | --- | --- | -------- |
| Estland                                             | \| 3. September 1933 in Kaunas (Kariuomenės Stadionas) \| \| Ergebnis: 0:1 (0:1) \| \| Zuschauer: 3.000 \| \| Schiedsrichter: Yrjö Tuhkunen ( Finnland) \| \| Spielbericht \|                                                  | \| 3. September 1933 in Kaunas (Kariuomenės Stadionas) \| \| Ergebnis: 0:1 (0:1) \| \| Zuschauer: 3.000 \| \| Schiedsrichter: Yrjö Tuhkunen ( Finnland) \| \| Spielbericht \|                 | Lettland |
| Estland                                             | Evald Tipner , Eugen Einman, Artur Tarimäe, Otto Reinlo, Karl-Rudolf Sillak, Karl-Richard Idlane, Georg Siimenson, Viktor Ader, Richard Kuremaa (46. Eduard Ellman-Eelma), Arnold Laasner, Leonhard Kass (46. Helmuth Räästas) | Jānis Kļaviņš, Rūdolfs Kundrāts, Voldemārs Bērziņš, Arnolds Tauriņš, Hermanis Jēnihs, Ēriks Pētersons, Alberts Šeibelis, Arkādijs Pavlovs, Ādolfs Sīmanis, Aleksandrs Stankus, Jānis Lidmanis | Lettland |
| Estland                                             | 0:1 Alberts Šeibelis (35.) | | Lettland |
| 3. September 1933 in Kaunas (Kariuomenės Stadionas) | | |          |
| Ergebnis: 0:1 (0:1)                                 | | |          |
| Zuschauer: 3.000                                    | | |          |
| Schiedsrichter: Yrjö Tuhkunen ( Finnland)           | | |          |
| Spielbericht                                        | | |          |

## Litauen gegen Lettland
| Litauen                                             | Litauen | Lettland | Lettland |
| --------------------------------------------------- | --- | --- | -------- |
| Litauen                                             | \| 4. September 1933 in Kaunas (Kariuomenės Stadionas) \| \| Ergebnis: 2:2 (1:0) \| \| Zuschauer: 3.000 \| \| Schiedsrichter: Yrjö Tuhkunen ( Finnland) \| \| Spielbericht \| | \| 4. September 1933 in Kaunas (Kariuomenės Stadionas) \| \| Ergebnis: 2:2 (1:0) \| \| Zuschauer: 3.000 \| \| Schiedsrichter: Yrjö Tuhkunen ( Finnland) \| \| Spielbericht \|                                                                | Lettland |
| Litauen                                             | Fridrichas Tašius, Antanas Tallat-Kelpša (18. Hansas Hoferis), Romualdas Žebrauskas, Fridrichas Tepferis, Romualdas Marcinkus , Antanas Vilimavičius, Aleksandras Denisenka, Juozas Dirgėla (46. Antanas Lingis), Zigmas Sabaliauskas, Jaroslavas Citavičius, Jonas Brazauskas Cheftrainer: Maximilian Gold ( Österreich) | Jānis Kļaviņš, Rūdolfs Kundrāts (46. Alfrēds Cimmers), Voldemārs Bērziņš, Arnolds Tauriņš, Hermanis Jēnihs, Ēriks Pētersons, Alberts Šeibelis, Ludvigs Dudaņecs (46. Arkādijs Pavlovs), Rūdolfs Slavišens Aleksandrs Stankus, Jānis Lidmanis | Lettland |
| Litauen                                             | 1:0 Zigmas Sabaliauskas (33.) 2:1 Antanas Lingis (55.) | 1:1 Ēriks Pētersons (52.) 2:2 Ēriks Pētersons (65.) | Lettland |
| 4. September 1933 in Kaunas (Kariuomenės Stadionas) | | |          |
| Ergebnis: 2:2 (1:0)                                 | | |          |
| Zuschauer: 3.000                                    | | |          |
| Schiedsrichter: Yrjö Tuhkunen ( Finnland)           | | |          |
| Spielbericht                                        | | |          |